# Tiger Hill (schip, 1887)
De Tiger Hill was een in 1887 gebouwd stoomschip. In 1939 werd het schip door de Mossad Le'Aliyah Bet gebruikt in de Aliyah Bet, de illegale immigratie van Joden naar het Mandaatgebied Palestina.

## Geschiedenis
De Tiger Hill vertrok op 3 augustus 1939 vanuit de Roemeense havenstad Constanța. Aan boord waren 729 vluchtelingen, waaronder 501 Joden die vanuit Polen met de trein naar Roemenië waren gereisd. Op 29 augustus pikte het schip ter hoogte van Libanon passagiers op van de gestrande Frossoula, een Aliyah Betschip van de revisionistisch zionisten.
Met 1417 passagiers aan boord strandde de Tiger Hill op 1 september op de kust ter hoogte van Tel Aviv. Hier werd het door de Britse marine onderschept en onder vuur genomen. De vluchtelingen Robert Schneider en Zvi Binder werden gedood, de overige passagiers werden naar de Libanese havenstad Sarepta gebracht.

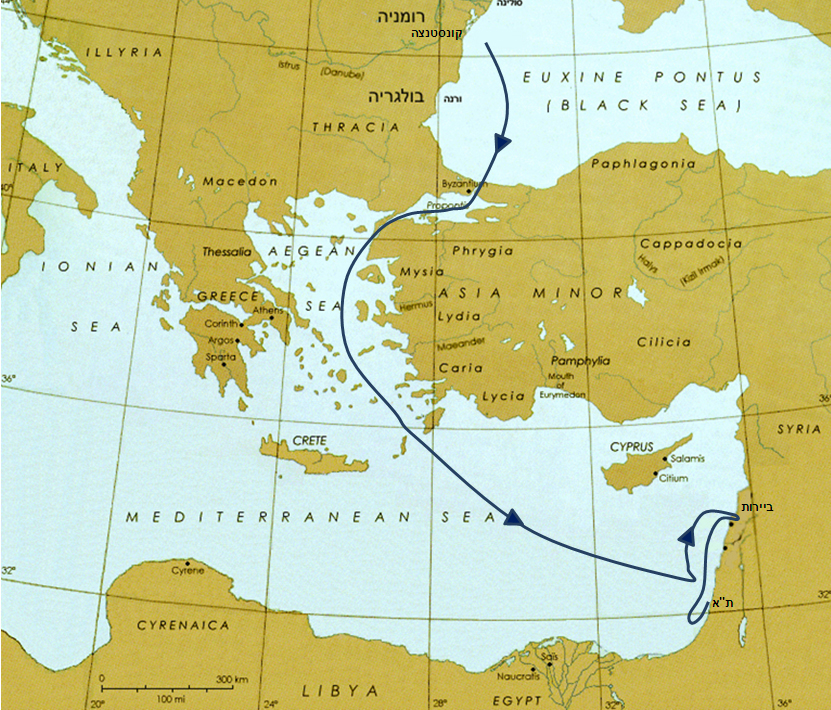
Traject van de Tiger Hill van Constanța naar Tel Aviv
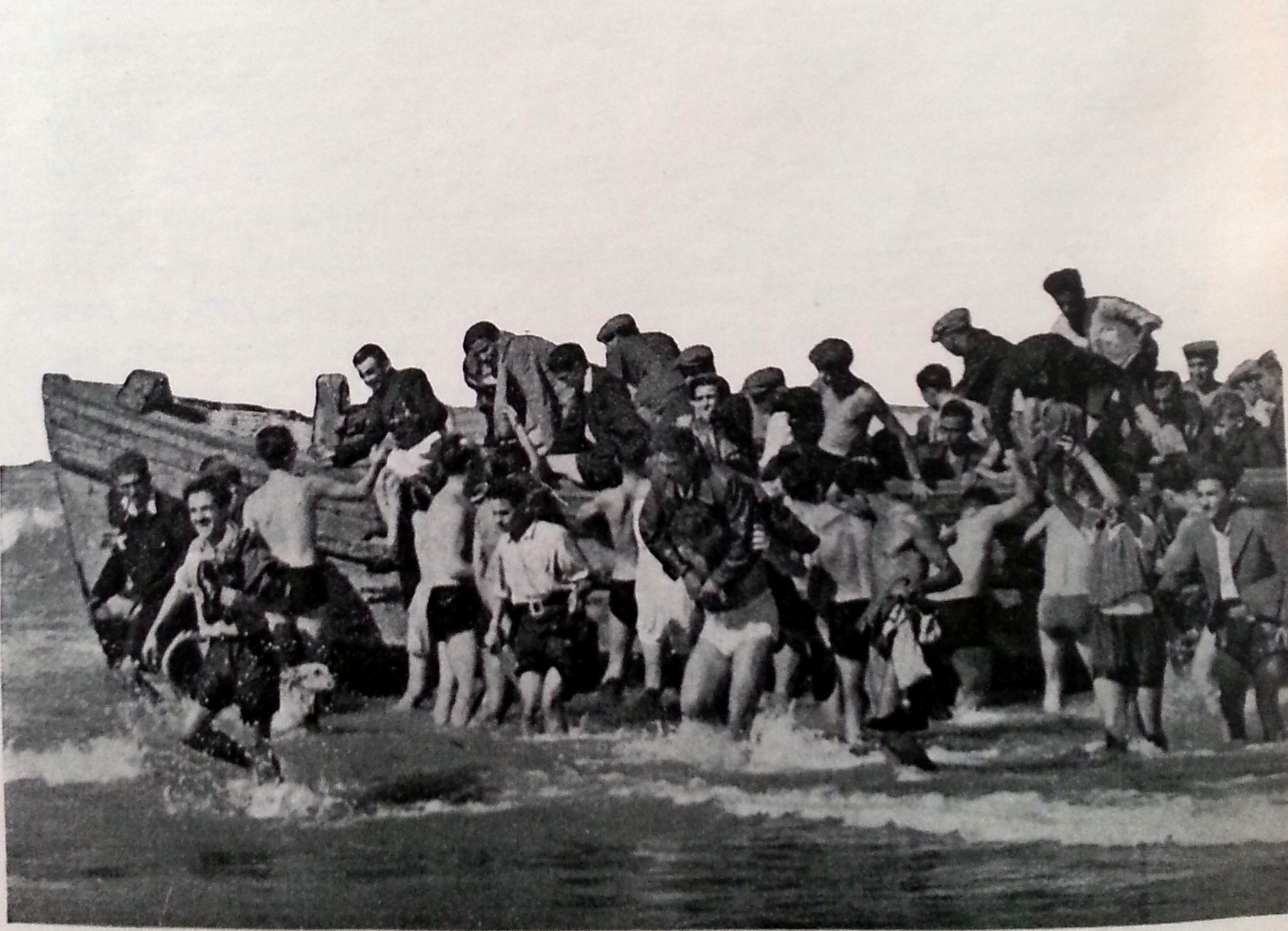
Ontscheping van Joodse immigranten na de stranding
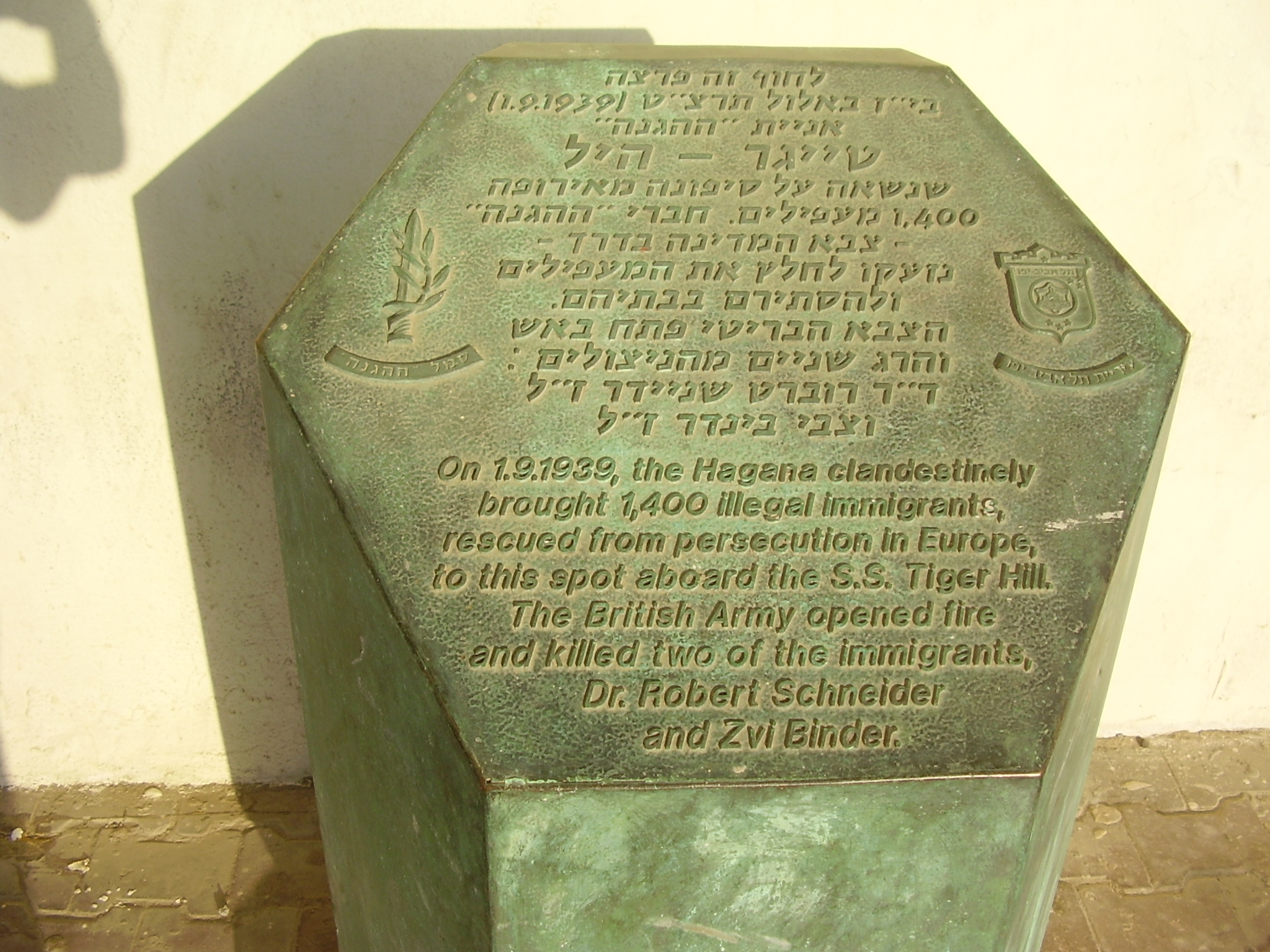
Gedenksteen op het strand van Tel Aviv